# La Méthode scientifique en philosophie
 (août 2021).

La Méthode scientifique en philosophie (Our Knowledge of the External World as a Field for Scientific Method in Philosophy) est un livre de Bertrand Russell de 1914. La traduction française a été sous-titrée Notre connaissance du monde extérieur.
L'ouvrage est issu d'une série de conférences données dans universités américaines. Reprenant une interrogation classique de la philosophie, avec des prédecesseurs aussi illustres que Descartes et Kant, Russell se demande comment doit procéder la philosophie pour produire d'authentiques connaissances à l'instar des connaissances scientifiques. Il propose et met en oeuvre une nouvelle méthode pour la philosophie consistant à utiliser comme principal outil pour résoudre les problèmes philosophiques la logique mathématique au développement de laquelle il a lui-même contribué. Cet ouvrage participe ainsi à la naissance d'un nouveau courant philosophique, la philosophie analytique, qui jouera un rôle majeur sur la scène philosophique au XXe siècle. Les problèmes traités par Russell au moyen de cette nouvelle méthode sont principalement des problèmes de philosophie de la connaissance.
L'ouvrage édité en France en 2018 contient une préface du philosophe Marcel Barzin qui présente l'auteur et la trace de son œuvre parmi ses contemporains et suivants, ainsi qu'un appendice relatif à une démonstration technique d'une édition antérieure qui était non présentée dans la dernière version.

## Première conférence: La philosophie officielle
Depuis longtemps, « plus que toute autre branche du savoir, la philosophie a eu le plus d'ambition et atteint le moins de résultats […] Je crois le moment venu de mettre fin à cet état de chose déplorable. ». Russell tente de montrer en quoi les prétentions des philosophes sont excessives et pourquoi leurs travaux n'ont pas eu plus de succès. « Les méthodes et problèmes philosophiques furent, je crois, mal conçus par toutes les écoles. »
Russell distingue trois types de philosophie :
1. La philosophie de « tradition classique » : (Kant, Hegel)
2. La philosophie de « type évolutionniste » de Herbert Spencer en tant que « représentant philosophique » de Darwin, actualisée ensuite par Bergson, William James.
3. L'atomisme logique, remanié sous l'influence de l'examen critique des mathématiques, est considéré par Russell comme une révolution en philosophie à l'égal de celle de Galilée en physique. Il s'agit de « [la] substitution de résultats partiels et de détails, mais vérifiables, à de vastes généralités sans fondement, se recommandant uniquement d'un certain appel à l'imagination. »

### Critique de la tradition classique
Il s'agit à l'origine de la « croyance naïve des philosophes grecs à la toute-puissance du raisonnement. ». Il faut en chercher la cause dans la découverte de la géométrie. Ils croyaient que « la pensée seule suffi[s]ait à établir les vérités [.] même si les confrontations au Réel sont étranges. »
On aboutit à « la croyance que « la réalité différait complètement de ce qu'elle semblait être à l'observation immédiate ». Cette croyance est, pour Russell, « [le trait] distinctif de la tradition classique, et [ce qui sera] le principal obstacle à une attitude scientifique en philosophie ».
Par des arguments ardus et abstraits, les philosophes classiques tentaient de montrer des choses contraires à ce que la simple observation permettait de saisir. Aujourd'hui, de tels arguments ne portent plus. Auparavant, ils jouaient sur la confusion qu'opère l'argument. Aujourd'hui, armés d'une longue tradition des erreurs a priori réfutées par des méthodes expérimentales et d'observation, il existe une méfiance d'emblée des arguments qui semblent contredire les faits les plus évidents. C'est une attitude proprement empirique qui prévaut à ce jour.
« Et, c'est cela même, plus que tout autre argument défini, qui a diminué l'emprise de la tradition classique sur les étudiants de philosophie, et plus généralement sur les gens éclairés. »
Le rôle de la logique en philosophie n'est pas ce qu'en fait la tradition classique.
En effet, pour la tradition classique, le monde est construit par logique sans appel à l'expérience.
La logique moderne n'est plus constructive mais analytique ; elle s'attache à montrer la possibilité d'alternatives insoupçonnées : « Ainsi, tandis qu'elle offre à l'imagination ce que le monde peut être, elle se refuse de légiférer sur ce que le monde est. »
C'est donc une révolution, un rejet total des grandes constructions métaphysiques.
La tradition classique des grandes constructions métaphysiques baignait dans un Moyen Âge torturé par les fléaux, la guerre, les maladies. Une certaine envie d'ordre, de sécurité se reflétait dans leurs systèmes[réf. nécessaire].

### Critique de l'évolutionnisme
En conséquence, on assiste à un rejet, dans le domaine des idées philosophiques, de l’idée d’unité. (Nietzsche, Bergson…) L’évolutionnisme devient une nouvelle école philosophique. Elle correspond à la jeunesse ardente de la pensée philosophique.
La science a cassé les frontières entre le règne animal et humain, entre la Terre et les planètes…
« Mais si l’amour-propre de l’homme fut un instant troublé par sa parenté avec le singe, il trouva aussitôt un moyen de s’affirmer à nouveau et ce moyen fut la ‘philosophie’ de l’évolution. Une lignée allant de l’amibe à l’homme apparaissait aux yeux des philosophes comme un progrès évident – on ignore d’ailleurs l’avis de l’amibe. »
Il s’agit ici d’un détournement de la science par la philosophie, d’un détournement des travaux de Darwin par Spencer. Ceci correspond à un retour au finalisme (Hegel, Bergson…)[réf. nécessaire].
L’évolutionnisme veut répondre au problème de la destinée humaine. « Ces préoccupations morales et eudémonismes l’emportent en intérêt sur l’intérêt de la connaissance elle-même […] mais si la philosophie doit devenir scientifique […] il est nécessaire d’abord et avant tout que les philosophes acquièrent la curiosité intellectuelle désintéressée qui caractérise le savant. »
Reconnaître d’abord que la connaissance de l’avenir n’est possible que dans un avenir proche.
« La philosophie n’est pas un chemin raccourci pour atteindre aux mêmes résultats que ceux que l’on poursuit dans d’autres sciences. » Le domaine de la philosophie doit lui être exclusif, un domaine où les autres sciences ne peuvent pas intervenir.
Or les philosophes ne peuvent répondre à des questions empiriquement vérifiables : trop souvent ils connaissent des échecs.
« Nous devons donc renoncer à l’espoir que la philosophie puisse promettre satisfaction à nos désirs pratiques. Ce qu’elle peut lorsqu’elle en est complètement purifiée, c’est nous aider à comprendre les aspects généraux du monde et l’analyse logique des choses familières mais complexes. En exécutant ce plan, en suggérant de fécondes hypothèses, elle peut être immédiatement utile aux sciences. »
Russell offre une critique serrée de l’intuitionnisme de Bergson. La philosophie n’est pas ‘pratique’. Russell rejette la philosophie morale comme une erreur. Il lui compare à cet effet l’évolution de l’astronomie : l’astrologie, en se débarrassant de notions morales est devenue astronomie. La philosophie n’a malheureusement pas encore fait ce choix.
« Tous les problèmes spécifiquement philosophiques se réduisent à des problèmes de logique. » Et ceci n’est pas accidentel étant donné que tout problème philosophique se trouve ou bien n’être pas philosophique du tout (la philosophie est générale, si on parle de faits, ce n’est plus de la philosophie), ou bien logique. »

## Deuxième conférence: L'essence de la philosophie: la Logique
Qu’est-ce que la logique ?
Celle-ci a été pendant longtemps assimilée à la scolastique du Moyen Âge, héritée d’Aristote. Ce n’a été qu’absurdité et charlatanisme. Mais depuis le XVIIe siècle, la tradition médiévale est abandonnée et l’objet logique est élargi.
« La logique traditionnelle considérait les deux propositions ‘Socrate est mortel’ et ‘tous les hommes sont mortels’ comme des propositions de même forme. Peano et Frege montrèrent leur profonde différence de forme. Et l’importance philosophique de la logique trouve une illustration dans le fait que cette confusion a obscurci non seulement l’étude entière des formes de jugement et de l’inférence, mais également l’étude des relations des choses à leur qualité, de l’existence concrète aux concepts abstraits, du monde sensible au monde intelligible de Platon. »
La logique traditionnelle tient qu’il existe une seule forme de proposition :
Sujet-prédicat.
« La conviction avec la croyance inconsciente qu’il n’y a pour toute proposition que la forme sujet-prédicat, en d’autres termes, que tout fait constate la possession d’une qualité par une chose, a rendu la plupart des philosophes incapables de justifier la science ou la vie quotidienne. S’ils avaient sincèrement été pressés d’en rendre compte, ils eussent sans doute découvert très rapidement leur erreur mais la plupart d’entre eux étaient moins pressés de comprendre la science ou la vie quotidienne que d'accuser celles-ci d'irréalité au profit d’un monde ‘réel’ supra-sensible. »
La croyance à l’irréalité du monde provient irrésistiblement de certaines dispositions d’esprit. Cette conviction est source de mysticisme et de métaphysique ; Platon, Spinoza, Hegel n’ont-ils pas été de grands mystiques à leur façon ? Convaincus de leur intuition mystique, ils ont développé leur logique dans cette voie. Leur doctrine s’en ressent pourtant :[non neutre][réf. nécessaire]
« Elle avait, comme dit Santayana, quelque chose de malveillant à l’égard du sens commun et de la science. C’est la seule explication de la complaisance avec laquelle ces philosophes acceptèrent l’incompatibilité de leur doctrine avec les faits que la science et le sens commun considèrent comme les mieux établis et les plus valides. »
Aborder la nature, convaincu qu’elle est un tissu d’illusions, n’est rien moins que ce qu’il faut pour la comprendre. La logique moderne « fait accomplir le même progrès à la philosophie que Galilée à la physique, montrant du moins le genre de problème susceptible de recevoir une solution et ceux dont la solution doit être abandonnée parce qu’elle dépasse les forces humaines. »

## Troisième conférence: Notre connaissance du monde extérieur
L’analyse philosophique repose sur les données fournies par la connaissance commune.
« On pourrait objecter qu’il est du devoir du philosophe de mettre en question les croyances éventuellement erronées de la vie quotidienne et de les remplacer par quelque chose de plus solide et d’incontestable. Et c’est vrai en un sens, et c’est ce qui s’effectue au cours de l’analyse. Mais dans un autre sens, essentiel, c’est totalement impossible. En admettant qu’il soit possible de mettre en doute toute notre connaissance du monde, nous ne devons pas moins accepter cette connaissance dans son ensemble, sans quoi il n’y aurait plus de philosophie possible du tout. Le philosophe n’atteint pas une quintessence de connaissance d’où il puisse procéder pour critiquer l’ensemble de la connaissance quotidienne. […] La philosophie ne peut pas se vanter d’avoir atteint un tel degré de perfection dans la certitude qu’elle ait autorité pour prononcer la condamnation des faits de l’expérience et des lois scientifiques. »
Russell entend refuser la distinction entre une connaissance commune ou quotidienne et une connaissance spécifique à la philosophie (« Non que la connaissance commune doive être vraie, mais nous ne possédons aucun genre de connaissance radicalement différent, qui nous viendrait d’une autre source. Le scepticisme universel, logiquement irréfutable, est pratiquement stérile. »).
Il examine ensuite les différents types de connaissance.
L’évidence sensible : elle est logiquement primitive ou psychologiquement primitive et s'appuie sur :
1. Les données floues : de plus en plus douteuses au fur et à mesure qu’on y réfléchit.
2. Les données solides : ces certitudes résistent à la réflexion critique : ce sont soit des faits sensibles particuliers, soit des vérités générales de la logique.

« Nos données primitives sont donc les faits sensibles et les lois logiques. »
On rejoint Descartes : « le monde sur lequel nous devons reconstruire reste fragmentaire. »
Le problème de la connaissance du monde extérieur s’énonce donc ainsi :
« Peut-on déduire de l’existence de nos données solides quoi que ce soit d’autre que l’existence de ces données ? »

## Quatrième conférence: Monde physique et monde sensible
Il s’agit de deux mondes distincts :
1. Le monde sensible : données immédiates de la sensation. Rien de permanent. « Même les montagnes que nous croyons être pour ainsi dire permanentes ne deviennent des données que lorsque nous les voyons, et leur existence à d’autres moments ne nous est pas immédiatement donnée. »
2. Le monde physique : il existe quelque chose de permanent. (cfr. atomisme)

Or, dans les données sensibles, nous ne rencontrons jamais l’infini. D’où nous vient cette idée de l’infini ?

## Sixième conférence: historique du problème de l’infini
« On se souvient que, lorsque nous avons énuméré les arguments au nom desquels on avait mis la réalité du monde sensible en question, nous avons mentionné, entre autres, la prétendue impossibilité de l’infini et du continu… Toutes les difficultés touchant le continu découlant du fait qu’une série continue doit avoir un nombre infini de termes, et ne sont en fait que des difficultés concernant l’infini. » (cf. Kant, les deux premières Antinomies.)
Russell va critiquer l’argumentation de Kant « pour sauver le monde sensible, il suffit de ruiner une des deux preuves de l’Antinomie ».
Pour le problème de l’infini, toutes les solutions des philosophes se sont révélées inacceptables. (Cf. Pythagore, Zénon, Parménide, Kant, Bergson…)
« La véritable solution, découverte par des mathématiciens, mais qui n’appartient pas moins à la philosophie. »

## Septième conférence: La théorie positive de l’infini
« La théorie positive de l’infini et la théorie générale des nombres qui en dérive est un des triomphes de la méthode scientifique en philosophie, et conviennent donc spécialement à l’illustration du caractère analytico-logique de cette méthode. La tâche en cette matière a été accomplie par des mathématiciens et les résultats peuvent s’exprimer au moyen du symbolisme mathématique. Comment alors, dira-t-on, la question pourrait-elle être plutôt philosophique que mathématique ? Ceci soulève une question difficile, touchant en partie l’usage des mots, en partie la fonction de la philosophie, et d’une réelle importance, si l’on veut comprendre cette fonction. »
« La différence entre philosophie et mathématique se manifeste, dans le problème actuel, notamment au sujet de la nature des nombres. Toutes deux partent de certains faits relatifs aux nombres, faits évidents à la réflexion. Mais les mathématiques utilisent ces faits pour en déduire des théorèmes de plus en plus compliqués, tandis que la philosophie cherche par l’analyse à passer de ces faits à d’autres, plus simples, plus fondamentaux.[…] La question ‘qu’est-ce qu’un nombre ?’ est la question philosophique capitale en cette matière, mais les mathématiciens ne se la posent pas. »
Aussi, posons-nous donc cette question du philosophe : Qu’est-ce qu’un nombre ?
Le nombre a souvent été défini comme le résultat de l’opération de compter.
« Mais une collection de trois choses n’est pas le nombre trois. Le nombre trois est quelque chose qu’ont en commun toutes les collections de trois choses. C’est pourquoi la définition n’atteint pas le degré d’abstraction nécessaire : le nombre trois est quelque chose de plus abstrait que toute collection de trois choses. […] C’est cette vision du nombre, qui a été le principal obstacle psychologique à l’intelligence des nombres finis. »
On a souvent dit : les nombres infinis ne sont pas des nombres parce qu’on ne peut pas les atteindre en comptant. Cela présuppose une conception du nombre qui tient que le nombre est le résultat d’un comptage. Les nombres infinis sont donc restés problématiques.
Jusqu’ici le problème était : « étant donné une collection infinie d’objets, tout nombre fini d’objets peut lui être soustrait ou ajouté sans diminuer ou accroître le nombre d'objets de la collection. »
Georg Cantor résout le semblant de contradiction ainsi :
Si on a une suite :
0, 1, 2, 3, ……………………n
on ajoute +1 ce qui donne :
0, 1, 2, 3………………………n
1, 2, 3, 4………………………n+1
La définition logique des nombres fut proposée par Frege en 1884 dans Die Grundlagen der Arithmetik. L’auteur initie alors la théorie logique de l’arithmétique.
« Frege a montré l’inadéquation des théories philosophiques précédentes, surtout de la théorie « synthétique » a priori de Kant, et de la théorie empiriste de Mill ». Il posait la question : « à quel genre d’objets attribuer proprement le nombre ? »
Remarque 1 : « Le nombre n’est pas seulement un prédicat qu’on attribue à un sujet. »
Remarque 2 : « Le nombre est autant un objet psychologique que la mer du Nord »
Frege refuse l’idée que le nombre soit quelque chose de subjectif. Il s’agit de quelque chose d’objectif.
« Je distingue ce qui est objectif de ce qui est palpable, spatial, réel. L’axe de la Terre, le centre de la masse du système solaire sont objectifs mais je ne les qualifierai pas de réels comme la Terre elle-même. » 
Il conclut que le nombre n’est pas spatial, ni physique, ni subjectif, mais non-sensible et objectif, alors que la philosophie séparait radicalement ces deux mondes (sensibles/objectifs et insensibles/subjectifs).
L’unité, dont les philosophes ont le sentiment légitime qu’elle est nécessaire pour affirmer un nombre, est l’unité du terme général, et c’est le terme général qui est le sujet propre du nombre.
ex. : en France, le nombre d’hommes mariés est égal au nombre de femmes mariées. Ces deux collections ont le même nombre.
Nous pouvons maintenant dire ce que nous entendons par nombre de termes d’une collection donnée. 
ex. : "les deux collections sont semblables" signifie "elles ont le même nombre de termes". Ceci nous amène à définir le nombre d’une collection donnée comme la classe de toutes les collections semblables à celles-ci.
C’est-à-dire que nous posons la définition formelle suivante :

## Définition formelle du nombre
« Le nombre de termes d’une classe donnée se définit comme la classe de toutes les classes semblables à la classe donnée. »
Cette définition, comme le montre Frege, donne les propriétés arithmétiques usuelles des nombres. Elle s’applique également aux nombres finis et infinis et n’exige aucune sorte d’entité métaphysique nouvelle et mystérieuse. Elle montre que ce n’est pas un objet physique mais des classes ou des termes généraux qui les définissent, auxquels on attribue positivement des nombres. Elle s’applique à 0 et 1, sans les difficultés que ces cas particuliers donnent aux autres théories.

## Huitième conférence: Conclusion

### La méthode analytique en philosophie
Partant d’un corps de connaissances communes vagues, le philosophe le réduit à ses prémisses, dont il étudie dans un deuxième temps le degré de certitude. L’analyse philosophique n’est ainsi pas seulement logique, elle permet une estimation de la valeur des connaissances. Appliquons cette méthode analytique à la notion de « cause ».

### I. Les lois causales
« Toute proposition générale en vertu de laquelle il est possible d’inférer l’existence d’une chose ou d’un événement de l’existence d’une autre chose ou d’un autre événement, en excluant les objets logiques tels que les nombres ou classes ou propriétés abstraites ou relations, et en y comprenant les données sensibles et tout ce qui est du même type logique qu’elles ». Mais l’élément particulier inféré d’une loi causale est sujet à la précision de sa description, une loi causale ne peut donc établir que l’existence d’une chose d’une catégorie implique l’existence d’une autre chose d’une catégorie. 

### II. De la certitude des lois causales
D’où nous vient cette croyance en des lois causales ? La conception humienne de la causalité comme croyance animale ne nous permet pas d’affirmer la réalité d’une causalité ou uniformité, se maintenant dans tout le passé observé.
Ce que montre l’expérience scientifique, c’est que là où semble manquer une uniformité observable, on se ramène à une uniformité plus large pour « sauver » la causalité.

### III. Les raisons de croire aux lois causales valables pour l’inobservé
À part le fait que l’expérience empirique est compatible avec la causalité, avons-nous d’autres raisons d’y croire ?
Derrière le principe de causalité, trop compliqué pour être a priori, il ne reste que le principe d’induction : « Si, dans un grand nombre d’exemples, une chose d’un certain genre est associé, d’une certaine manière, à une chose d’un certain autre genre, il est probable qu’une chose du premier genre soit toujours pareillement associée à une autre chose de l’autre genre ; et à mesure que croit le nombre d’exemples, la probabilité se rapproche indéfiniment de la certitude. »
Ce principe est le fondement de toute inférence relative à l’existence des choses. Il ne peut sans circularité être prouvé inductivement !

### IV. Causalité scientifique et sens commun
Historiquement, la notion de cause a été associée à celle de volition humaine, on suppose la cause active, l’effet passif. De là, il est aisé de suggérer qu’une cause vraie doit contenir une fin. Contre ces superstitions anthropomorphiques se sont érigés les scientifiques en insistant sur le fait que la science dit le « comment » des événements, et non leur « pourquoi », qui est de l’ordre de la métaphysique.

### V. La notion de «cause» et la question du libre-arbitre
La causalité scientifique n’a rien à voir avec l’idée de volition et donc le désir de liberté n’est pas incompatible avec le déterminisme scientifique.
En effet, s’il est clair qu’il y a corrélation entre le cerveau et l’esprit, et même si nous admettons le déterminisme le plus fort, les conséquences incompatibles avec le libre arbitre n’en découlent pas.
Le sentiment de liberté que nous avons quand nous délibérons n’est que celui de « pouvoir choisir », il ne requiert pas l’absence de connexion causale entre ce que nous choisissons et notre passé. L’incompatibilité imaginée vient de la confusion entre causes et volitions. 
Imaginons des êtres qui connaissent l’ensemble de leur futur avec une certitude absolue. Leur libre arbitre ne serait en rien entamé : la liberté exige seulement que nos volitions soient (ce qu’elles sont) le produit de nos désirs (au sens large).

### Conclusion
La philosophie ne devient pas scientifique en faisant usage des autres sciences (cf. critique de Spencer), elle est une étude à part des autres sciences. Elle s’applique à douter de ce qui est familier, ce qui a pour effet de réduire l’étendue de nos connaissances certaines. Elle est un effort d’imagination pour découvrir une possibilité jamais conçue auparavant, qui se justifie par sa capacité énorme à absorber les conflits. 
La philosophie n’est pas la science ; elle aspire à d’autres résultats. C’est une discipline particulière qui, malheureusement, se laisse souvent obscurcir par le besoin de système, l’envie de trouver une réponse rapidement…
« Il faut acquérir une imagination fertile en hypothèses abstraites. C’est, je crois, ce qui a le plus manqué en philosophie. L’appareil logique était si maigre que toutes les hypothèses que pouvaient imaginer les philosophes se trouvaient incompatibles avec les faits. »
Aujourd’hui, la logique s’est enfin développée. Cependant, en dépit des possibilités nouvelles de progrès en philosophie, le premier effet de cette attitude, c’est, comme en physique, de diminuer fortement l’étendue de ce que l’on croit connaître.
Avec Galilée, l’astrologie a été perdue, pour le simple calcul trivial de la chute des corps !

## Ouvrage
édition en langue française
- La Méthode scientifique en philosophie : Notre connaissance du monde extérieur, Paris, Payot & Rivages, coll. « Petite biblio », 2018, 293 p. (ISBN 978-2-228-92212-8).

édition originale
- (en) Our knowledge of the external world as a field for scientific method in philosophy, Chicago, The Open court publishing company, 1914, 245 p. (lire en ligne)